# Gerhard Lusenti
Gerhard Lusenti (Zurigo, 24 aprile 1921 – 1996) è stato un calciatore svizzero, di ruolo attaccante.